# دبل
دبل هي إحدى القرى اللبنانية من قرى قضاء بنت جبيل في محافظة النبطية.
تبعد دبل 132 كلم (82.0248 مي) عن بيروت عاصمة لبنان. ترتفع 580 م (1902.98 قدم - 634.288 يارد) عن سطح البحر وتمتد على مساحة 848 هكتاراً (8.48 كلم²- 3.27328 مي²).